# Аксентије Витинијски
Аксентије је био врло угледан властелин у Цариграду међу властелом и дворјанима цара Теодосија Млађега. Загрејан љубављу Христовом, Аксентије се замонаши и пребиваше још не дуго време у Цариграду. Када се почеше о њему похвале говорити, он побеже од људских похвала и настани се на једној гори близу Халкидона, која се после прозва Аксентијева гора.  Не оствари му се жеља да остане ту заувек скривен од људи, јер нађоше га чобани и разгласише га. И почеше к њему доводити болеснике на исцељење. И он исцели многе. Слепоме поврати вид, губаве очисти, помазав их јелејем, тако и узетога подиже, и многе демонијаке ослободи демона. Све је то за дивљење, али је његова смерност још за веће дивљење. Кад год су га молили да некога исцели, он се бранио речима: и ја сам човек грешан!. Но принуђен многим молбама он је приступао исцељењу на следеће начине: или је позивао све присутне да се с њим заједно помоле Богу за болесника; или је прво утврђивао веру у људима, па онда им говорио, да ће им Бог дати по вери; или је говорио над главом болесниковом: „Исцељује те Господ Исус Христос!“. То је све чинио, само да се не би чудотворство приписивало њему него Богу Свемогућем. Учествовао на IV васељенском сабору у Халкидону и силно штитио православље од јереси Евтихијеве и Несторијеве. У дубокој старости узе Господ његову младу душу к Себи 470. године, а старо тело оста на земљи, од које је и саздано.
Српска православна црква слави га 14. фебруара по црквеном, а 27. фебруара по грегоријанском календару.